# Лизанчук Василь Васильович
Васи́ль Васильович Лизанчу́к (1 січня 1937, Ганнів) — професор, доктор філологічних наук, колишній завідувач кафедри радіомовлення і телебачення факультету журналістики ЛНУ ім. Івана Франка, заслужений журналіст України.

## Біографія

### Перша освіта, армія
Народився у сільській багатодітній сім'ї Ганни і Василя Лизанчуків. Один з п'яти дітей. Початкову освіту здобув у місцевій сільській школі, згодом у Дебеславській семирічній і Корницькій середній школах. З 1951 року дописував до районної газети за порадою учителя Володимира Новака. Після закінчення 10-го класу, з грудня 1954-го по жовтень 1956 року працював коректором коломийської районної газети «Червоний промінь».
Згодом три роки перебував у лавах Радянської армії, служив у одній ескадрильї з майбутнім космонавтом Германом Титовим. Після служби у війську з 1959 року до 1960-го Лизанчук навчався у Львівському військово-політичному училищі.

### Робота й продовження навчання
Василь закінчив заочне відділення факультету журналістики Львівського державного університету імені Івана Франка у 1966 році. Одночасно з навчанням він з 1960 до 1962 року очолював відділ сільського господарства новояричівської районної газети «Червона зоря». А з 1962 до 1965-го працював завідувачем відділів передового досвіду, промисловості та сільського господарства в коломийській міжрайонній газеті «Радянська Гуцульщина» і тамтешньому міськрайонному часописі «Червоний прапор».
Ще перед завершенням навчання, у лютому 1965 року, Василь почав працювати літературним працівником, кореспондентом Івано-Франківської обласної газети «Прикарпатська правда». Цьому виданню він присвятив свою роботу до травня 1968 року. За час роботи у газеті 1966 року Василь став членом Спілки журналістів України.
Після завершення роботи у газеті перейшов на посаду старшого редактора Івано-Франківського облтелерадіокомітету, власним кореспондентом Українського радіо в Івано-Франківській області.

### На роботі у Львівському університеті
У 1974–1976 роках навчався у Вищій партійній школі при ЦК КП України. Також у цей час займався науково-дослідницькою роботою. З грудня 1978 року — асистент кафедри теорії і практики журналістики, а з жовтня 1980-го — доцент. Професором на цій же кафедрі Лизанчук став у травні 1992 року. У вересні наступного 1993 року Василь Лизанчук очолив кафедру радіомовлення і телебачення.
22 квітня 2017 року завідувач кафедри радіомовлення і телебачення Львівського національного університету, професор Василь Лизанчук заявив, що під час війни журналістика має перетворюватися в пропагандистську роботу, а «нав'язувані Європою журналістські стандарти» в таких умовах є неприйнятними. «Нам тут розповідають про якісь журналістські стандарти. Підштовхують європейці, забуваючи, що у нас йде війна. Всі ці стандарти, які нам нав'язує Європа, про об'єктивність, баланс думок і поглядів. В нинішніх умовах, а тим більше під час російсько-української війни — це повна порнографія!», — наголосив він.

## Наукова діяльність
1 липня 1977 року у київському науково-дослідному інституті педагогіки УРСР Василь Лизанчук захистив кандидатську дисертацію на тему «Педагогічні проблеми підвищення ефективності впливу радіо і телебачення на соціалізацію підлітків» і став кандидатом педагогічних наук.
Другу дисертацію, «Засоби масової інформації і формування громадянської позиції молоді», для здобуття наукового ступеня доктора філологічних наук пан Лизанчук захистив 27 червня 1991 року на засіданні спеціалізованої вченої ради в Київському державному університеті імені Тараса Шевченка.
Посібники:
- «Особливості підготовки матеріалів для радіо і телебачення» (у співавторстві з Володимиром Качканом);
- "Методичні вказівки до вивчення теми «Інформаційні жанри радянської газети» (у співавторстві з Анатолієм Москаленком, Володимиром Качканом, Микитою Василенком);
- «Методи збирання і фіксації інформації у журналістиці» (у співавторстві з Оленою Кузнецовою);
- чотири розділи підручника «Теорія і практика радянської журналістики», виданого авторським колективом за редакцією професора, доктора філологічних наук Володимира Здоровеги;
- текст лекцій «Засоби масової інформації і духовне відродження України» 1990 року;
- «Радіожурналістика: засади функціонування» 2000 року;
- «Основи радіожурналістики» з компакт-диском журналістських творів 2006 року;
- «Геноцид, етноцид, лінгвоцид української нації: хроніка» 2008 року.

Монографії й брошури:
- «Телебачення і радіо у вихованні учнів» — брошура 1985 року;
- «Увага: увімкнуто приймач (Вплив радіо і телебачення на формування громадянської активності молоді)» — монографія 1986 року;
- «Грані колективізму: Вплив преси, телебачення і радіо на формування соціальної активності молоді» — монографія 1989 року;
- «Громадянином бути зобов'язаний» — брошура 1989 року;
- «О рідне слово, що без тебе я?!» — брошура 1990 року;
- «Не лукавити словом» — монографія 2003 року;
- «Кайдани ще кують: Факти, документи, коментарі про російщення в Україні» — монографія 2004 року;
- «Творімо разом Україну!» — монографія 2009 року.

Книги:
- «Засоби масової інформації про русифікаторську політику в Україні» 1993 року;
- «Навічно кайдани кували: Факти, документи, коментарі про русифікацію в Україні» 1995 року; [Архівовано 31 серпня 2021 у Wayback Machine.]
- «Завжди пам'ятай: Ти — Українець!» 1996 року;
- «З-під іга ідолів (Роздуми про пережите)» 1997 року;
- «Завжди пам'ятай: Ти — Українець!» 2001 року.

## Нагороди, відзнаки
- 6 червня 1997 — почесне звання «Заслужений журналіст України» (указ Президента України);
- 19 грудня 1998 — обраний академіком НАНУ відділення масової комунікації на загальних зборах Академії наук;
- 1998 — перша премія і диплом як позаштатному автору за підсумками всеукраїнського конкурсу друкованих засобів масової інформації «Українська мова — мова державна»;
- 16 вересня 2000 — «Золотий Хрест Заслуги І класу» від президії Головної управи колишніх вояків-українців у Великій Британії;
- 26 грудня 2000 — нагорода Ярослава Мудрого від Президії Академії наук Вищої школи України за значний здобуток у галузі науки і публіцистики;
- 26 березня 2001 — Огієнківська премія у галузі науки від комітету в справах премії імені Івана Огієнка;
- 2001 — диплом і премія за книжку «Завжди пам'ятай: Ти — Українець!» від Фонду Воляників-Швабінських при Фундації Українського Вільного Університету в Нью-Йорк;
- 3 липня 2006 — прізвище Василя Лизанчука внесене у Книгу шани м. Коломиї за поданням правління Коломийського товариства «Просвіта» імені Тараса Шевченка за активну наукову, громадську і політичну діяльність;
- 31 серпня 2006 — ювілейна медаль «150 років від дня народження Івана Франка» з нагоди відзначення 150-річчя від ректора Львівського національного університету імені Івана Франка;
- 2006 — відзнака третього ступеня за заслуги в розвитку інформаційної сфери від Державного комітету телебачення і радіомовлення України;
- 9 січня 2007 — медаль «Будівничий України» за вагомий особистий внесок в українське національне відродження, розбудову та зміцнення Української держави від Центрального правління Всеукраїнського товариства «Просвіта» імені Тараса Шевченка;
- 10 жовтня 2011 — орден «За заслуги» III ст. — за вагомий особистий внесок у розвиток національної освіти, підготовку висококваліфікованих фахівців, багаторічну плідну науково-педагогічну діяльність та з нагоди 350-річчя Львівського національного університету імені Івана Франка[3];
- 2013 — Заслужений професор Львівського університету[4];
- 16 листопада 2017 — орден «За заслуги» II ст. — За значний особистий внесок у розвиток телебачення, радіомовлення і зв'язку в Україні, багаторічну сумлінну працю та високу професійну майстерність[5].

## Про Василя Лизанчука
- «Кроки… Василь Лизанчук — публіцист, вчений, педагог: Бібліографічний покажчик, листи, рецензії» / Уклад. М. М. Романюк; передм. А. Г. Погрібного. — Львів, 2001.— 968 с. (до 65-річчя з дня народження та 50-річчя журналістської праці)
- «Кроки… Василь Лизанчук — публіцист, вчений, педагог: Бібліографічний покажчик, листи, рецензії, есеї)» / Уклад. М. М. Романюк, передм. А. Г. Погрібного. — Дрогобич: Коло, 2008. — 848 с. (Друга частина книжки до 70-річчя з дня народження та 55-річчя журналістської праці)
- Михайлин І. Л. Василь Лизанчук як наукова і моральна категорія / Ігор Михайлин // Теле- та радіожурналістика: збірник наук. праць. — Львів: Львівський нац. ун-т імені І. Франка, 2012. — Вип. 11. — С. 310—315.